# Карла (Франция)
Карла́ (фр. и окс. Carlat) — коммуна во Франции, находится в регионе Овернь. Департамент — Канталь. Входит в состав кантона Вик-сюр-Сер. Округ коммуны — Орийак.
Код INSEE коммуны — 15028.
Коммуна расположена приблизительно в 450 км к югу от Парижа, в 110 км южнее Клермон-Феррана, в 11 км к востоку от Орийака.

## Население
Население коммуны на 2008 год составляло 288 человек.
| 1962 | 1968 | 1975 | 1982 | 1990 | 1999 | 2008 |
| ---- | ---- | ---- | ---- | ---- | ---- | ---- |
| 356  | 432  | 394  | 364  | 306  | 305  | 288  |

## Экономика
В 2007 году среди 178 человек в трудоспособном возрасте (15—64 лет) 141 были экономически активными, 37 — неактивными (показатель активности — 79,2 %, в 1999 году было 68,5 %). Из 141 активных работали 134 человека (83 мужчины и 51 женщина), безработных было 7 (2 мужчин и 5 женщин). Среди 37 неактивных 8 человек были учениками или студентами, 16 — пенсионерами, 13 были неактивными по другим причинам.

## Достопримечательности
- Старое кладбище (XVI век). Памятник истории с 1969 года[3]
- Церковь Сент-Ави (фр.), XVI век. Памятник истории с 1987 года[4]
- Усадьба Лашо (XVII век). Памятник истории с 1986 года[5]
- Усадьба Курбессер (XVII век). Памятник истории с 1990 года[6]
- Менгир Пейрефикад. Памятник истории с 1889 года[7]

## Города-побратимы
- Валларса (Италия, с 2010)[8]

## Фотогалерея

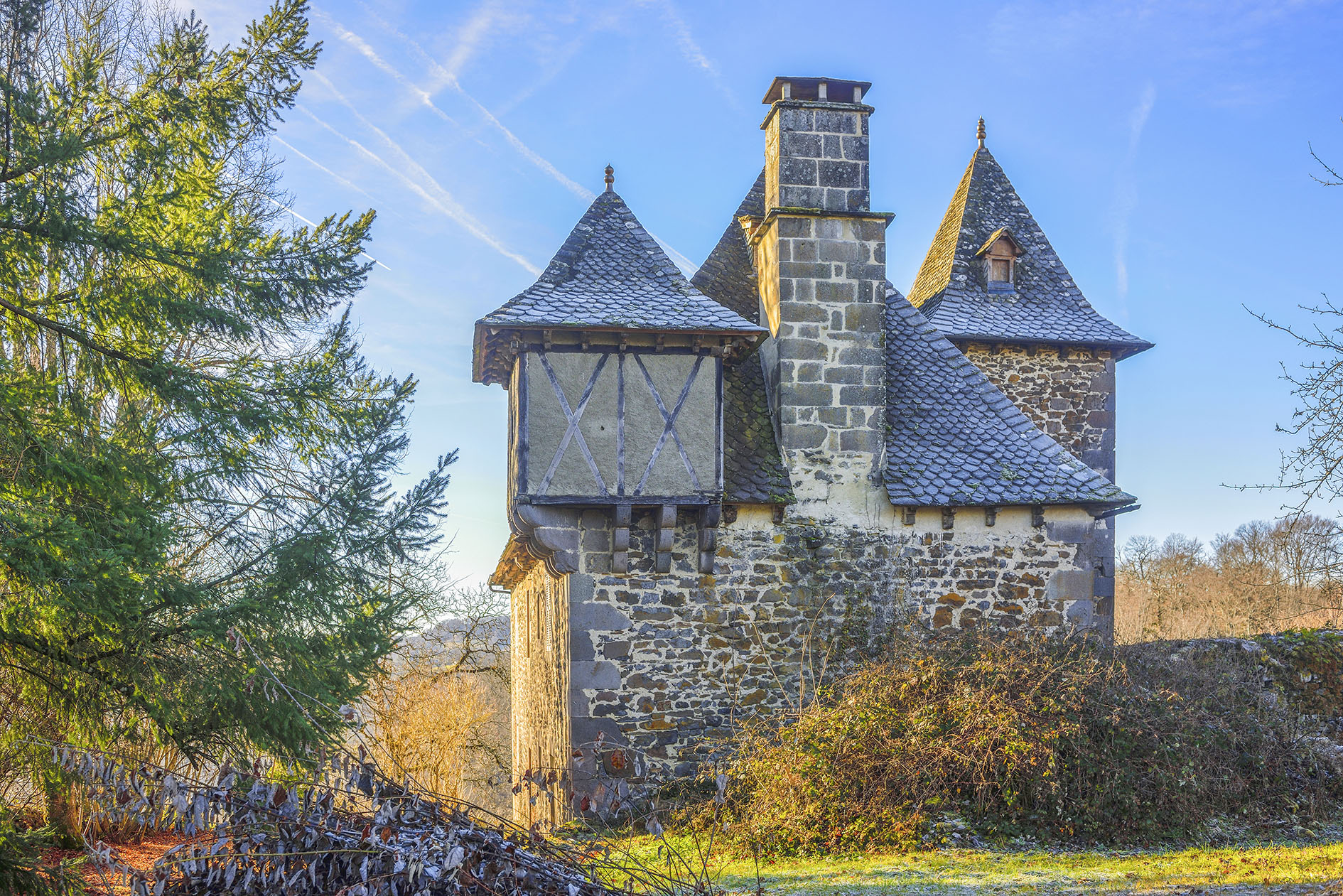
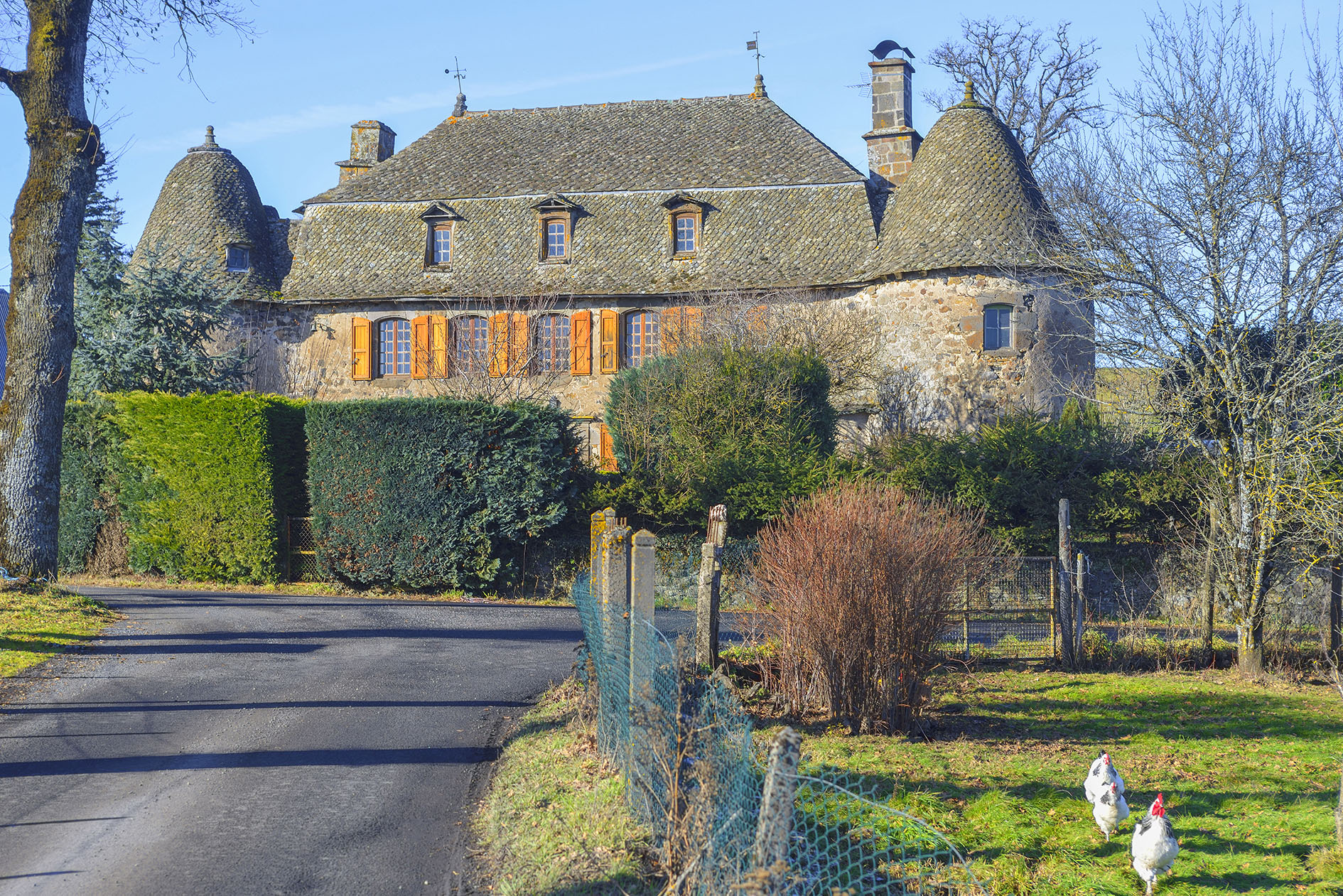
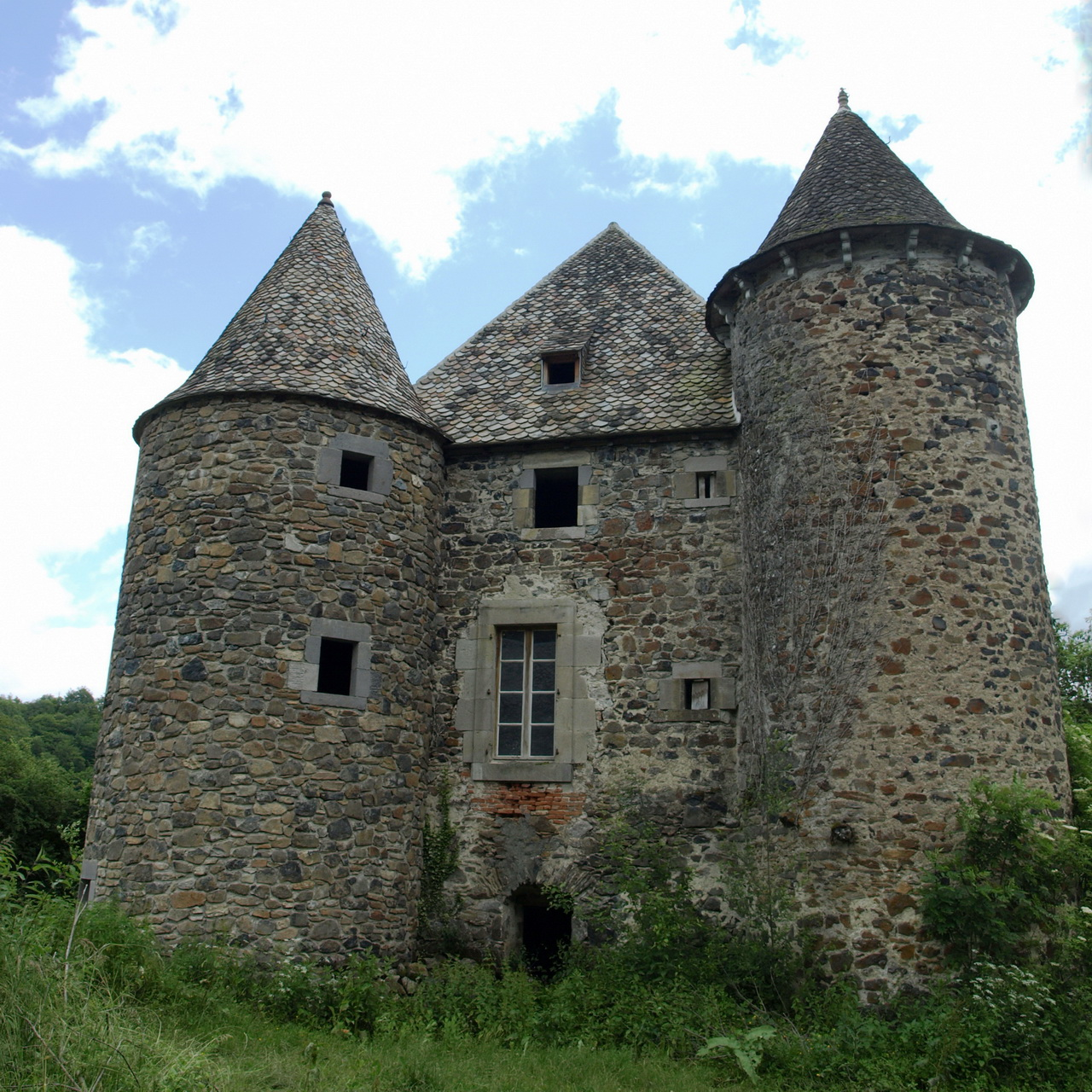
Замок Сель
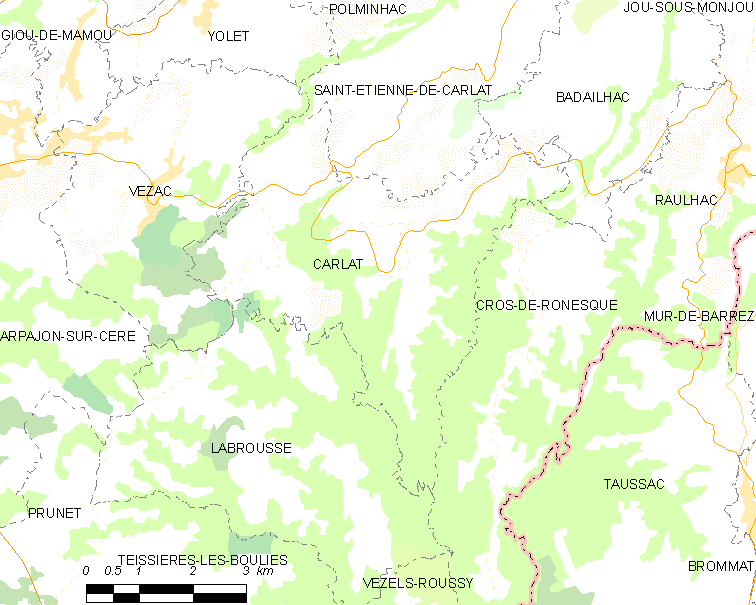
Карта коммуны